# 中国驻泰国大使馆
中华人民共和国驻泰王国大使馆，简称中国驻泰国大使馆，是中華人民共和國對泰王國設置的外交代表機構，中國駐泰大使為全館最高首長。館址位於泰國首都曼谷鄰鈴縣的叻猜拉披色路57號（57 RATCHADAPHISEK ROAD）。

## 歷史
中華人民共和國與泰國在1975年7月1日正式建立邦交，並互設大使級代表機構。

## 機構設置
根據有關規定，中國駐泰國大使館設置下列機構：

### 內設機構
- 政治處
- 新公處
- 領僑處
- 武官處
- 經商處
- 文化處
- 中国常驻联合国亚太经社会代表处[4]
- 辦公室

### 領事機構
- 中国驻清迈总领事馆[5]
- 中国驻宋卡总领事馆[6]
  - 中国驻宋卡总领事馆驻普吉领事办公室
- 中国驻孔敬总领事馆[7]